# 농암각자
농암각자(聾巖刻字)는 경상북도 안동시 도산면 분천리에 있는 각자이다. 1973년 8월 31일 경상북도의 유형문화재 제43호로 지정되었다.

## 개요
이 각자는 농암 이현보(1467∼1555) 선생의 정자 옛 터를 표시하기 위해 앞면을 다듬은 4개의 바위에 새기었다.
이현보는 연산군 4년(1498) 문과에 급제한 뒤 내직으로 예문관검열, 사간원정언과 외직으로 밀양과 안동, 충주 등지의 지방관을 지냈다. 이후 형조참판, 호조참판 등의 벼슬을 지내고 1542년 76세 때 병을 핑계로 벼슬을 그만두고 말년을 고향에 돌아와 지냈다. 조선시대에 자연을 소재로 삼아 시조를 지은 대표적인 문인으로 국문학 사상 중요한 자리를 차지하고 있는 인물이다.
이 바위에는 ‘농암선생정대구장(壟巖先生亭臺舊庄)’이라고 두 글자씩 음각되어 있다. 글자의 크기는 약 75cm이며, 안동지방의 음각글씨로는 가장 크다. 안동댐 건설로 물속에 잠길 것을 막기 위해 1975년 현재의 위치로 이건하여 보존하고 있다.

## 같이 보기
- 이현보

## 참고 문헌
- 농암각자 - 국가유산청 국가유산포털